# Гусиный лук зернистый
Гуси́ный лук зерни́стый (лат. Gagea granulosa) — вид однодольных растений рода Гусиный лук (Gagea) семейства Лилейные (Liliaceae). Впервые описан российским ботаником Николаем Степановичем Турчаниновым в 1854 году.
Синоним — Gagea granulosa var. elatior Pascher.

## Распространение и среда обитания
Известен из России, Казахстана, Монголии и Китая (Синьцзян-Уйгурский автономный район). Произрастает на влажных лугах, в зарослях и хвойных лесах.

## Ботаническое описание
Многолетнее травянистое растение высотой до 20 см. Луковица яйцевидная, покрыта коричневой оболочкой. Листья исключительно прикорневые, как правило, одиночные, узколинейной формы, жилистые. Соцветие зонтиковидное, с двумя — четырьмя жёлтыми цветками. Плод — коробочка зелёного цвета с шаровидными семенами. Цветёт в июне.

## Природоохранная ситуация
Гусиный лук зернистый занесён в Красные книги Иркутской, Пензенской, Липецкой, Тюменской областей, республик Бурятия, Хакасия и Ханты-Мансийского автономного округа (Россия).